# Europski monetarni institut
Europski monetarni institut (EMI) bio je preteča Europske središnje banke (ESB), djelovao je od 1994. do 1997. godine.

## Povijest
Europski monetarni institut je osnovan 1. siječnja 1994. kao institucija za nadzor i implementaciju druge faze stvaranja monetarne unije i nastao je od ranijeg Europskog fonda za monetarnu suradnju (EMCF). Prvi se put sastao 12. siječnja pod vodstvom svog prvog predsjednika Alexandera Lamfalussyja. Dana 1. srpnja 1997. Lamfalussyja je zamijenio Wim Duisenberg koji će kasnije postati i prvi predsjednik ESB-a. Institut je raspušten 1. lipnja 1998. stvaranjem ESB-a i Europskog sustava središnjih banaka (ESCB) koji su preuzeli svoje proširene ovlasti uvođenjem eura.

## Uloga
EMI je bila ključna monetarna institucija druge faze Ekonomske i monetarne unije Europske unije. Institut je poticao suradnju između nacionalnih banaka država članica Europske unije (EU) i postavio temelje euru kao nadnacionalnoj valuti. Imao je manje od 250 zaposlenika, uglavnom dodijeljenih iz nacionalnih središnjih banaka, a sjedište mu je bilo u neboderu Eurotower u Frankfurtu (Njemačka), gdje se kasnije nalazilo sjedište Europske središnje banke prije njezinog konačnog preseljenja 2014.